# Andrei Birca
Andrei Birca (* 23. März 1988) ist ein moldauischer Gewichtheber.

## Karriere
Birca erreichte bei den Europameisterschaften 2010 in der Klasse bis 77 kg den achten Platz im Reißen, im Stoßen hatte er jedoch keinen gültigen Versuch. Bei den Weltmeisterschaften im selben Jahr belegte er den 14. Platz. 2011 wurde er bei den Europameisterschaften wieder Achter im Reißen und gewann außerdem bei den U23-Europameisterschaften im Stoßen die Bronzemedaille. 2012 erreichte Birca bei den Weltuniversitätsmeisterschaften den vierten Platz. Bei der Universiade 2013 wurde er Zehnter. Im April 2014 wurde er allerdings bei einer Trainingskontrolle positiv auf Metandienon und Stanozolol getestet und für zwei Jahre gesperrt.